# Philippe Marie Picard
Pour l’article homonyme, voir Picard (homonymie).
 (avril 2014).
Si vous disposez d'ouvrages ou d'articles de référence ou si vous connaissez des sites web de qualité traitant du thème abordé ici, merci de compléter l'article en donnant les références utiles à sa vérifiabilité et en les liant à la section « Notes et références ».
Philippe Marie Picard, né à Neuvy-le-Roi (Indre-et-Loire) le 14 avril 1915 et mort à Saint-Benoît-la-Forêt (Indre-et-Loire) le 1er janvier 1997, est un peintre français.

## Biographie

### Jeunesse

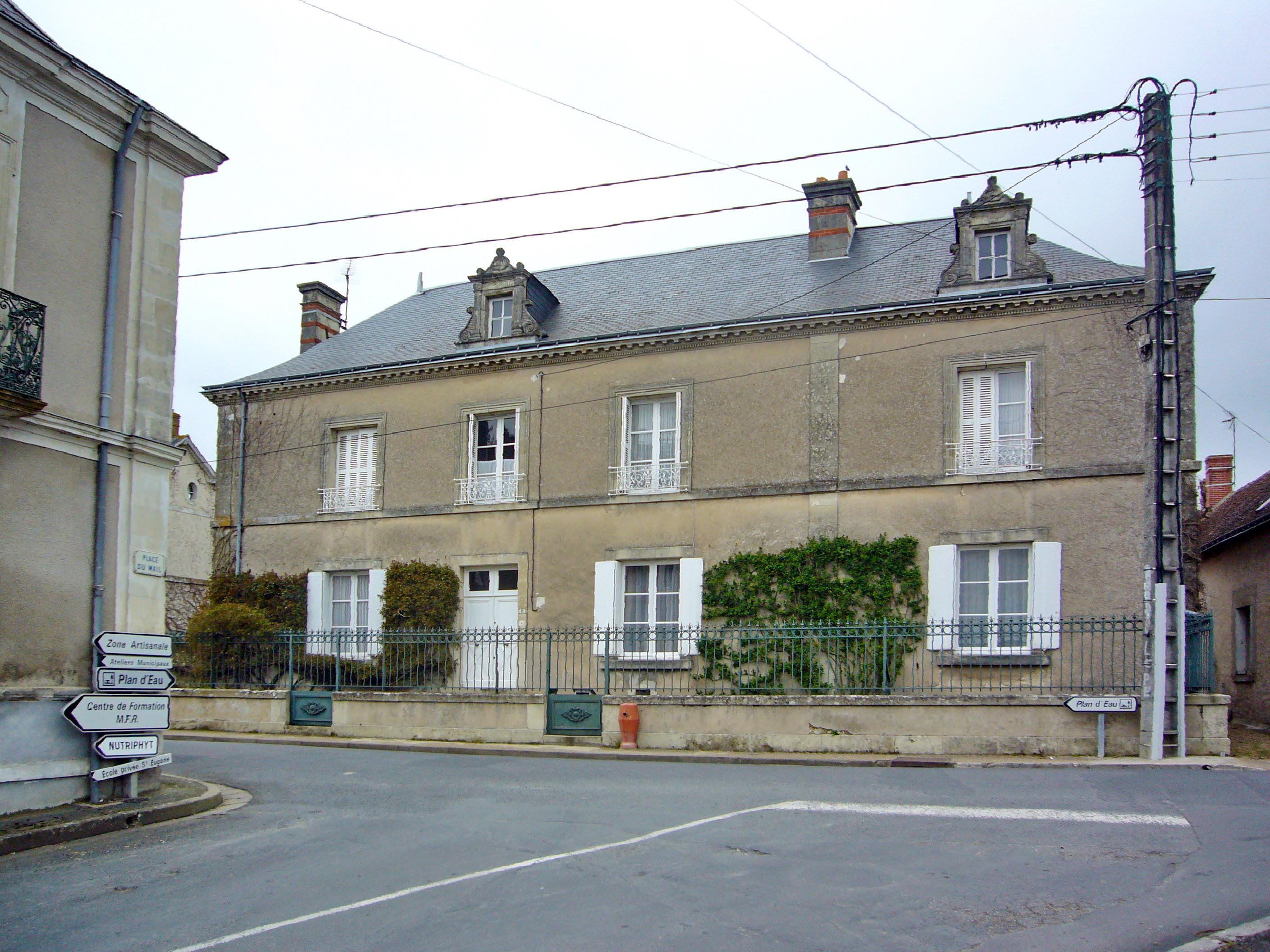
Maison natale à Neuvy-le-Roi.

Philippe Marie Picard est né place du Mai à Neuvy-le-Roi. Il est le fils d'Albert Picard, ingénieur agronome, régisseur du domaine de la Donneterie et des fermes modèles de Platé et de Thoriau appartenant à la famille Armand Moisant puis à la famille Savey. La famille Picard est originaire de la Creuse. Marie Lehoux, mère de Philippe Marie, est d'une famille originaire de Touraine. Philippe Marie est le cinquième de sept enfants.
Après des études au Lycée Descartes à Tours, il entre dans l'atelier du sculpteur François Sicard. Il est ensuite admis à l'École supérieure des beaux-arts de Tours de 1932 à 1934, où il est l'élève de Maurice Mathurin.
En 1935, il entre à l'École nationale supérieure des beaux-arts à Paris dans l'atelier de Lucien Simon, puis en 1936-1938 dans l'atelier de Fernand Sabatté, et enfin début 1939 dans celui de Charles Guérin. Entretemps, il fait son service militaire entre octobre 1937 et juillet 1939, et trois mois après il est mobilisé et envoyé dans l'Est de la France, puis démobilisé à Perpignan le 16 août 1940.
En 1936, il habite no 14 rue Visconti à Paris, au rez-de-chaussée en fond de cour, près de l'École des beaux-arts, puis, en 1938, au 2e étage du no 13 quai Saint-Michel à Paris.

### Les débuts
De retour à Paris, il expose pour la première fois en 1941 à la galerie Else Clausen, no 14 rue des Beaux-Arts, avec Gatien, Gaubert et Vernageau.  Dans la revue Beaux-Arts du 26 décembre 1941, on peut lire sous la plume de Raymond Willy de Cazenave « Philippe Picard dont le beau portrait de jeune fille justifierait à lui seul une visite rue des Beaux-Arts ». Il exposera dans la même galerie jusqu'en 1945. Il travaille dans son petit atelier parisien au 4e étage du no 49 quai des Grands-Augustins, qu'il avait échangé contre celui du 5e avec Jean Vilar.
Refusé au Salon d'automne de 1942, il décide avec un groupe de peintres, dont Michel Ciry et Luigi Corbellini, de se réunir galerie parisienne de Jean Pascaud, no 165 boulevard Haussmann, sous le titre Exposition d'Automne, Groupe indépendant. Cette exposition connut un certain succès..
Sur le carton d'invitation du 26 mai 1944 de la galerie Clausen, Georges Turpin écrit : « Les chaudes et vibrantes notations colorées, les intérieurs sensibles de Picard attestent des qualités de peintre qui ne feront que se développer avec le temps. »
Il expose au Salon d'automne de 1944. Dans un article signé Charles Kunstler on peut lire : « On a placé sous les combles les œuvres des non-sociétaires. Ce ne sont pas les moins attirantes, en dépit du dédaigneux exil auquel le Comité les a condamnées. Picard, une belle mise en page et d'agréables rapports de tons. » Il expose au Salon d'Automne jusqu'en 1965.
Philippe Marie Picard expose ensuite à la galerie Henriette Valot, no 47 rue de Vaugirard, avec Mathurin et Charles Picart Le Doux.
Il expose au Salon des indépendants de 1945 où la ville de Paris lui achète une première toile. Il expose ensuite régulièrement au Salon des indépendants jusqu'en 1989.
En 1946, il expose pour la première fois à Stockholm. À la fin de la même année, il est remarqué par Youki Desnos et expose galerie Fontan, no 137 boulevard Saint-Germain à Paris.
En 1947 et 1948, il participe à une exposition collective à la Marquié Gallery, no 16 West, 57th street à New York, sous le titre : École de Paris – Paintings, avec Eugène Boudin, Jean-Baptiste Corot, Georges Braque, André Lhote, Élisée Maclet, Camille Pissarro et Le douanier Rousseau.
Il effectue un voyage en Suède d'octobre à novembre 1949. Ce sera son seul voyage à l'étranger. En attendant que ses toiles soient dédouanées, il peint plusieurs portraits, puis prépare une exposition avant de rentrer en France. Par la suite il fait plusieurs expositions importantes en Suède.
En 1952, il expose galerie Heyrène, no 164 boulevard Haussmann à Paris, avec Michel-Marie Poulain et Gerard Sekoto. Michel Déon écrit dans la revue Opéra : « Picard, premier des nouveaux fauves, triomphe par des bleus, des rouges et des verts d'une très calme beauté pleine d'audace et de richesse et une rigueur à laquelle les jeunes peintres ne nous ont plus habitués. »

### Les années de maturité
Il continue d'exposer en Suède, en Allemagne, en Suisse, au Venezuela, au Liban, en Espagne, au Mexique, à Montréal. En 1959, à l'occasion d'une exposition à la galerie Claude Lévin, no 9 rue du Mont-Thabor à Paris, Pierre-Christian Taittinger, membre de la commission des Beaux-arts, lui remet la médaille d'argent de la ville de Paris.
En 1960, il est remarqué par Alexander Watt à l'occasion d'une exposition à Auvers-sur-Oise : « His painting is happy, free, bright and devoid of inner conflicts in its expression. »
En 1975, Picard quitte l'atelier quai des Grands Augustins pour s'installer définitivement au port d'Ablevois à La Chapelle-sur-Loire, dans une maison de la famille. Il expose alors à Chinon, Ingrandes-de-Touraine, Bourgueil, avec quelques excursions à Paris.
En 1982 il est invité d'honneur au Salon de Bourgueil où il expose onze toiles et aquarelles. En 1993, il réalise l'affiche du 9e Salon de la carte postale à Saumur.
Il meurt des suites d'une longue maladie à l'hôpital de Saint-Benoît-la-Forêt, quelques jours après son admission.
Le Salon des indépendants lui rend un hommage en 1997. Une exposition posthume est organisée à la galerie Tia Boucher à Migennes en 2005, ainsi qu'à la galerie 104 rue de la Tour à Paris, du 25 septembre au 8 octobre 2014.
De faux tableaux portant une signature fantaisiste apparaissent sur e-bay de 2008 à 2012 jusqu'à l'intervention de la Répression des fraudes à la demande de la famille du peintre.

## Vie familiale
Il rencontre l'artiste peintre Louise de Laire d'Espagny à l'École supérieure des beaux-arts de Tours. Ils se marient le 2 février 1936 et ont trois enfants. Louise d'Espagny expose au Salon des beaux-arts de Tours en 1937, mais abandonne la peinture peu après. Ils divorcent en 1945. Picard se remarie le 25 juillet 1953 avec Rolande Rat. Il reste très attaché à sa famille et à ses amis de l'École des beaux-arts dont il suivra la carrière toute sa vie : Pierre Bressoud professeur à l'École nationale supérieure des beaux-arts de Paris, l'architecte Julien Farges, Jean Gatien, Roland Gaubert, Jacques Gaulme, Jacques Jansen, l'illustrateur Marcel Tillard, Max Vernageau, Pierre Vignac, professeur à l'École supérieure des beaux-arts de Tours.  Il aide les jeunes peintres : Gerard Sekoto arrivant d'Afrique du Sud sans parler français et avec lequel il expose dans plusieurs galeries, l'espagnol Pedro Florès qu'il aide à rédiger son courrier. 

## Œuvre
Dans les années 1940, Picard peint des portraits et des natures mortes réalistes dont il cerne les contours d'un trait noir. Dans les années 1950, son art devient plus expressionniste. Vers 1970, il se tourne vers une semi abstraction, puis vers une peinture très colorée héritée du fauvisme. Dans les années 1980, il se consacre à l'aquarelle.

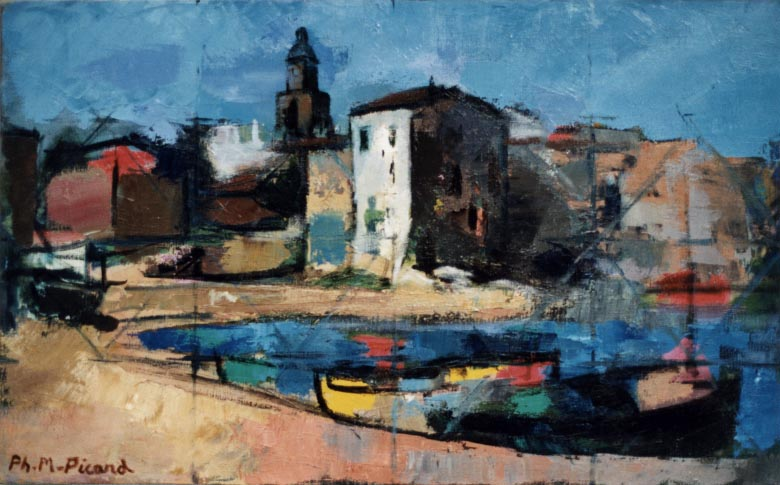
Port de Saint-Tropez, 1951, huile sur toile.
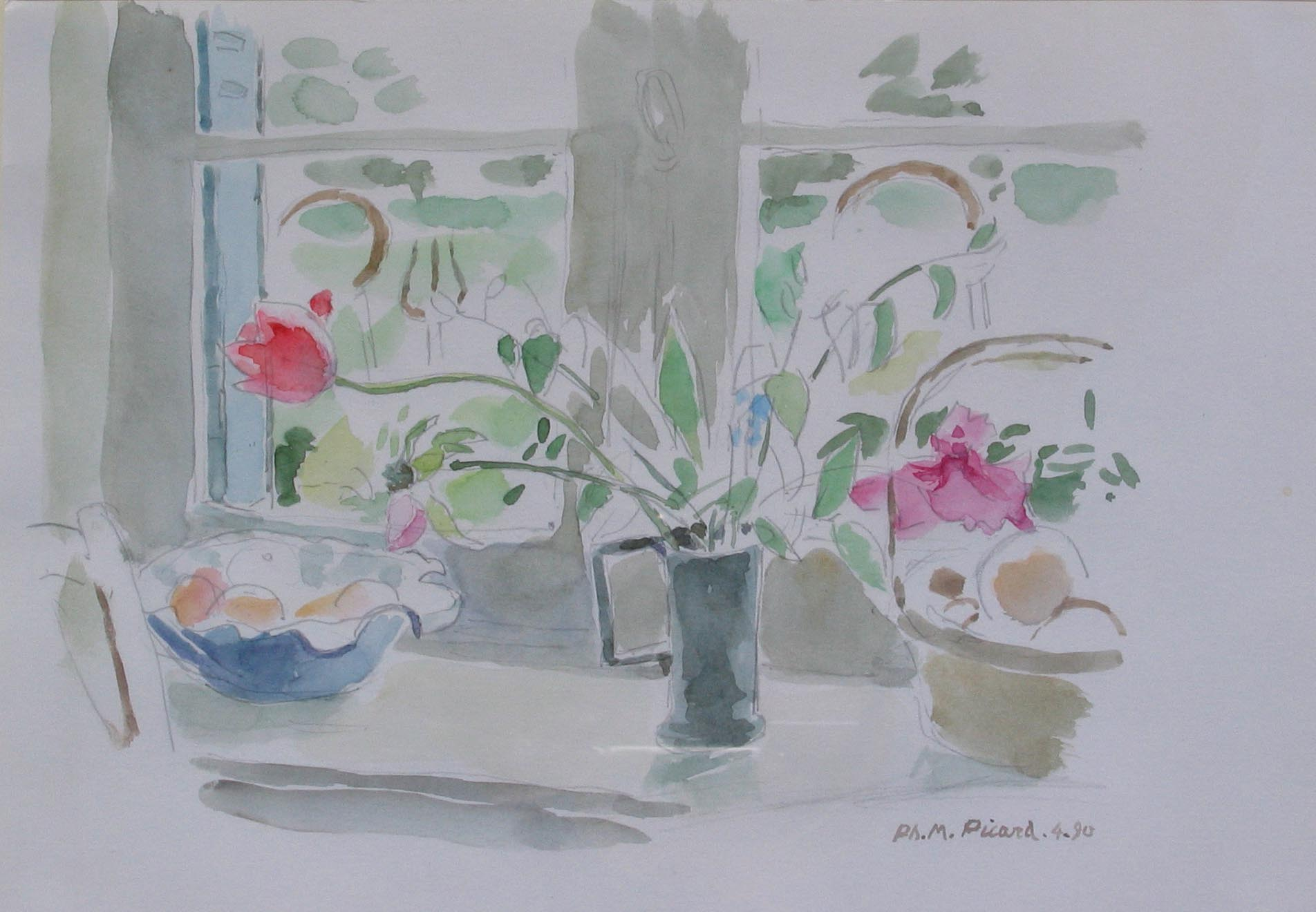
La Tulipe penchée, 1990.
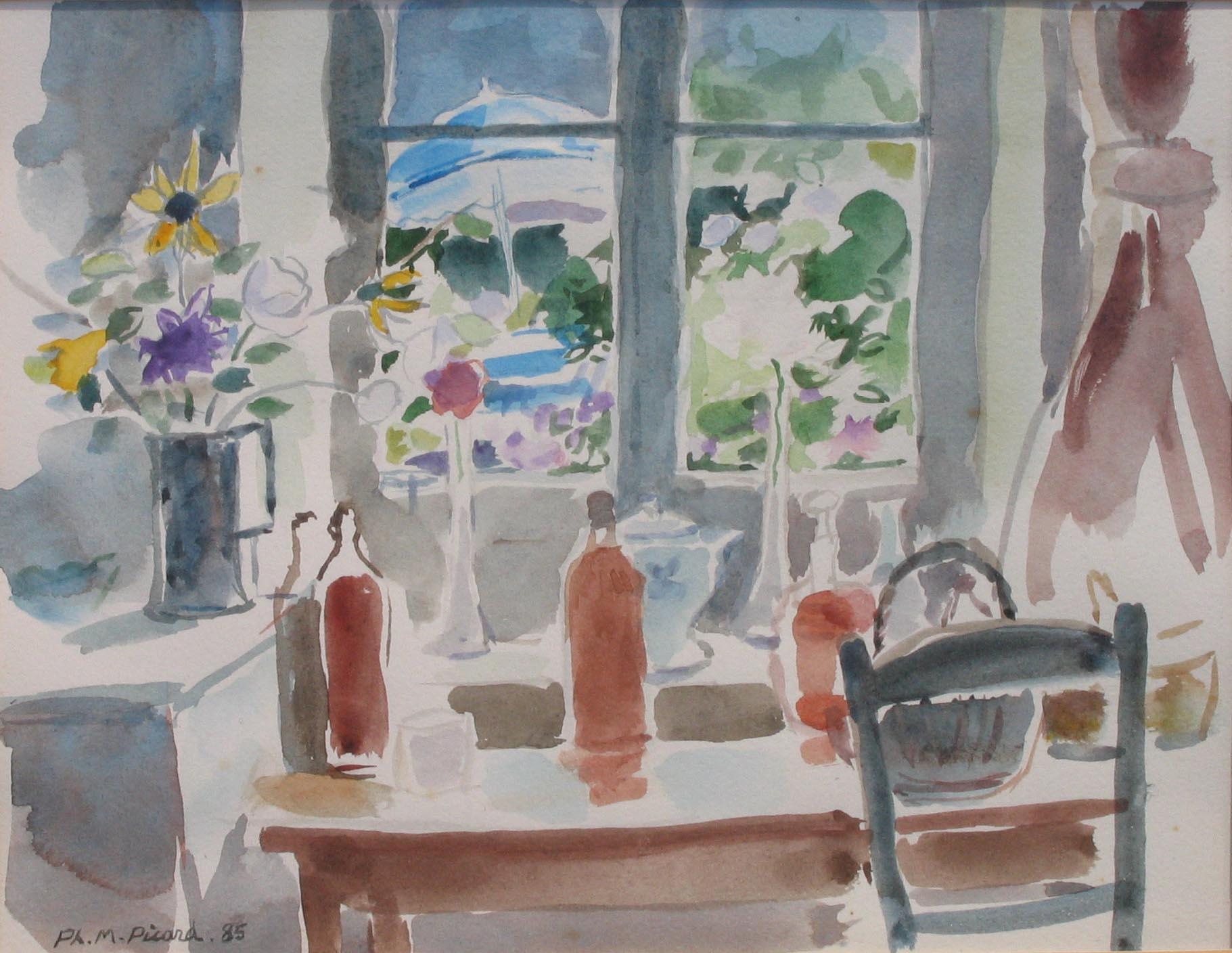
Le Parasol bleu, 1985.

## Principales expositions individuelles
- 1950, Stockholm, exposition de 32 toiles
- 1953, Galerie Rålambshov, Stockholm, exposition rétrospective 41 toiles
- 1959, Galerie Paul Levin, 9 rue du Mont-Thabor, Paris : 21 toiles
- 1960, Hostellerie du Nord, Auvers-sur-Oise
- 1966, Raspail peintures, 205 Boulevard Raspail, Paris
- 1969, Aux Armes de Bretagne, 80 Avenue du Maine, Paris : 24 toiles
- 1973, Caracas, Venezuela
- 1978, la Brocante, Abloux, Saint-Gilles, Indre : 45 toiles
- 1980, Galerie Chevreuse, 125 Boulevard du Montparnasse, Paris
- 1980, Maison de la culture, Skillingaryd, Suède : 23 toiles et 2 aquarelles
- 1981 et 1985, Salon de coiffure Crausier, 35 rue de Bordeaux, Tours : 15 toiles
- 1986, pavillon Charles X, parc de la Perraudière, Saint-Cyr-sur-Loire : Cinquante ans de peinture, 102 toiles et aquarelles.
- 1990, l'Atelier, 9 rue Toussaint, Angers : 18 peintures et 20 aquarelles
- 1991, Maison de retraite, Bourgueil : 28 toiles et 10 aquarelles
- 1992, chapelle Sainte-Catherine, Fontevraud-l'Abbaye : 27 toiles et 10 aquarelles
- 1993, Atelier 25, 25 rue Jean-Jacques-Rousseau, Chinon : 27 toiles et 10 aquarelles
- 1994, centrale nucléaire de Chinon

## Expositions posthumes
- 1997, Exposition rétrospective au Salon des Indépendants
- 2005, Exposition rétrospective, Galerie Tia, Migennes
- 2006, Hommage rendu, Caveau Louis VII, Villeneuve-sur-Yonne

## Œuvres dans les collections publiques
- Agen, préfecture du Lot-et-Garonne : Fleurs, 1958[5] ;
- Colmar, préfecture du Haut-Rhin : Nature morte à la lampe, 1957[6] ;
- Modane, mairie : La Carafe bleue, 1952[7] ;
- Paris : 
  - ministère du Commerce : Le Moulin, paysage, 1956[8] ;
  - Petit Palais : Nature morte, 1945[9] ;
  - localisation inconnue à Paris :
    - Moulin sur la Cheuille, 1959[10] ;
    - Bonny-sur-Loire, 1963[11] ;
    - Paysage d'automne, 1965[12] ;
    - Le Jardin de Ris-Orangis, 1967[13] ;

- Localisation inconnue en France :
  - Nature morte, 1947[14] ;
  - Ma fenêtre, 1955[15].

## Récompenses
- 1959, médaille d'argent de la ville de Paris ;
- 1980, prix de la ville de Chinon ;
- 1985, prix de la Rabelaisienne à Chinon ;
- 1987, prix de la ville de Chinon.